# Rouza
Pour les articles homonymes, voir Rouza (homonymie).
Rouza (en russe : Руза) est une ville de l'oblast de Moscou, en Russie, et le centre administratif du raïon Rouzski. Sa population s'élevait à 13 554 habitants en 2014.

## Géographie
Rouza est arrosée par la rivière Rouza et située à 89 km à l'ouest de Moscou et à 24 km au nord-est de Mojaïsk.

## Histoire
La première mention de Rouza remonte à 1339 : elle faisait alors partie de la principauté de Zvenigorod. Elle passa sous la souveraineté de la Moscovie au début du XVIe siècle. C'était une forteresse qui protégeait les approches occidentales de Moscou.

## Patrimoine
Dans le village de Kamenskoïe, au sud de Rouza, se trouve une église fortifiée du XIVe siècle. C'est le plus ancien bâtiment encore existant dans l'oblast de Moscou.

## Population
Recensements (*) ou estimations de la population
| 1856  | 1897* | 1926* | 1931  | 1959* | 1970* |
| ----- | ----- | ----- | ----- | ----- | ----- |
| 3 000 | 2 349 | 2 820 | 3 600 | 5 957 | 7 737 |

| 1979*  | 1989*  | 2002*  | 2010*  | 2013   | 2014   |
| ------ | ------ | ------ | ------ | ------ | ------ |
| 10 866 | 14 643 | 13 516 | 13 495 | 13 733 | 13 554 |